# Apeadero de Atalaia
El Apeadero de Atalaia fue una plataforma ferroviaria de la Línea de la Beira Baixa, que servía a la localidad de Atalaia, en el Distrito de Santarém, en Portugal.

## Historia
La conexión ferroviaria entre Santarém y Abrantes, donde este apeadero se insertaba, abrió el 7 de noviembre de 1862, como parte del entonces denominado Ferrocarril del Este.